# Octavia Spencer
Octavia L. Spencer (ur. 25 maja 1970 w Montgomery, stan Alabama) – amerykańska aktorka filmowa i telewizyjna, laureatka Złotego Globu za najlepszą rolę drugoplanową w filmie Służące. Za rolę w tym filmie otrzymała również Oscara.

## Życiorys
Spencer urodziła się w Montgomery, w stanie Alabama, jako jedna z siedmiorga rodzeństwa. Studia aktorka ukończyła na stanowym Auburn University.
Debiutowała w 1996 roku w filmie Joela Schumachera Czas zabijania, gdzie wcieliła się w postać pielęgniarki. Początki jej kariery to właśnie role w serialach telewizyjnych typu Z Archiwum X, Ja się zastrzelę, Roswell: W kręgu tajemnic, w których grała przeważnie pielęgniarki. Rozgłos zyskała wraz z rolami w popularnych serialach: Halfway Home oraz Brzydula Betty.
Na scenie zadebiutowała w Los Angeles w 2003 roku, grając w sztuce The Trials and Tribulations of a Trailer Trash Housewife Dela Shoresa. W kwietniu 2009 roku, Entertainment Weekly umieścił Spencer na liście „25. najzabawniejszych aktorek w Hollywood”.
Przełomem w karierze okazała się rola służącej Minny w adaptacji bestsellerowej powieści Służące w reżyserii Tate’a Taylora, w którym Spencer zagrała u boku Violi Davis, Emmy Stone, Jessiki Chastain i Allison Janney. Za rolę w tym filmie aktorkę nominowano do Oscara i Złotego Globu za najlepszą rolę drugoplanową. Nagrodzona została również nagrodą Gildii Aktorów Ekranowych.

## Filmografia
Filmy fabularne
- 1996: Czas zabijania (A Time to Kill) jako pielęgniarka Roarka
- 1997: Szósty (The Sixth Man) jako Nativity Watson
- 1997: Iskierka (Sparkler) jako Wanda
- 1999: Dziewica na żywo (American Virgin) jako Agnes Large
- 1999: Lansky jako Evelyn
- 1999: Diamentowa afera (Blue Streak) jako Shawna
- 1999: Być jak John Malkovich (Being John Malkovich) jako kobieta w windzie
- 1999: Ten pierwszy raz (Never Been Kissed) jako Cynthia
- 2000: Auto Motives jako Rhonda
- 2000: Everything Put Together jako pielęgniarka
- 2000: Z księżyca spadłeś? (What Planet Are You From?) jako pielęgniarka
- 2000: Zabójcze ryzyko (Four Dogs Playing Poker) jako kelnerka
- 2000: Agent XXL (Big Momma's House) jako Twila
- 2001: The Journeyman jako Black Belly
- 2001: Niebo się wali (The Sky Is Falling) jako pielęgniarka #2
- 2001: Dom dla mojej córki (Follow the Stars Home) jako Hildy
- 2002: Spider-Man jako dziewczyna przyjmująca wpisy zapaśników
- 2003: S.W.A.T. Jednostka Specjalna (S.W.A.T.) jako sąsiadka w alejce (niewymieniona w czołówce)
- 2003: Legalna blondynka 2 (Legally Blonde 2: Red, White & Blonde) jako ochroniarz
- 2003: Zły Mikołaj (Bad Santa) jako Opal
- 2003: Sol Goode jako klientka
- 2003: Chicken Party jako Laqueta Mills
- 2004: Łamiąc wszystkie zasady (Breakin' All the Rules) jako Stylista
- 2004: Wygraj randkę (Win a Date with Tad Hamilton!) jako Janine
- 2005: Kochaj i mścij się (Pretty Persuasion) jako kobieta
- 2005: Szkoła wdzięku Marilyn Hotchkiss (Marilyn Hotchkiss' Ballroom Dancing & Charm School) jako Ayisha Lebaron
- 2005: Trener (Coach Carter) jako pani Battle
- 2005: Salon piękności (Beauty Shop) jako Wielka klientka
- 2005: Miss Agent 2: Uzbrojona i urocza (Miss Congeniality 2: Armed and Fabulous) jako kobieta w średnim wieku
- 2005: Wannabe jako lady Chanet Janney Jones
- 2006: Puls (Pulse) jako właścicielka domu czynszowego
- 2007: Dziewiątki (The Nines) jako prostytutka
- 2008: Siedem dusz (Seven Pounds) jako Kate, pielęgniarka domowa
- 2008: The Spleenectomy jako pielęgniarka
- 2008: Next of Kin jako Grace
- 2008: Pretty Ugly People jako Mary
- 2009: Solista (The Soloist) jako Zmartwiona kobieta
- 2009: Jesus People: The Movie jako Anioł Angelique
- 2009: Halloween II jako pielęgniarka Daniels
- 2009: Pierwszy raz (Love at First Hiccup) jako pani Hambrick
- 2009: Wrota do piekieł (Drag Me to Hell) jako pracownica banku
- 2009: Herpes Boy jako Rochelle
- 2009: Po prostu Peck (Just Peck) jako nauczycielka
- 2010: Kolacja dla palantów (Dinner for Schmucks) jako Nora, zwierzęce medium
- 2010: Peep World jako Alison
- 2010: Small Town Saturday Night jako Rhonda Dooley
- 2011: Family Practice jako Helen Overby
- 2011: Girls! Girls! Girls!
- 2011: Lep na muchy (Flypaper) jako Madge Wiggins
- 2011: Służące (The Help) jako Minny Jackson
- 2012: The Perfect Fit jako Nieśmiała kobieta
- 2012: Wyjść na prostą (Smashed) jako Jenny
- 2012: Blues for Willadean jako LaSonia Robinson
- 2013: Fruitvale jako Wanda
- 2013: Lost on Purpose jako pielęgniarka Keller
- 2013: Snowpiercer: Arka przyszłości (Snowpiercer) jako Tanya
- 2013: Pięć filmów o szaleństwie (Call Me Crazy: A Five Film) jako doktor Nance
- 2013: Percy Jackson: Morze potworów (Percy Jackson: Sea of Monsters) jako Martha (głos)
- 2013: Raj (Paradise) jako Loray
- 2014: Get on Up: Historia Jamesa Browna (Get on Up) jako Ciotka Honey
- 2014: Black or White jako Rowena Jeffers
- 2015: Zbuntowana (Insurgent) jako Johanna Ryes
- 2015: Ojcowie i córki (Fathers and Daughters) jako doktor Corman
- 2016: Wielka Gilly (The Great Gilly Hopkins) jako Panna Harris
- 2016: The Free World jako Linda Workman
- 2016: Wierna (Allegiant) jako Johanna Ryes
- 2016: Zwierzogród (Zootopia) jako pani Wydralska (głos)
- 2016: Car Dogs jako pani Barrett
- 2016: Zły Mikołaj 2 (Bad Santa 2) jako Opal
- 2016: Ukryte działania (Hidden Figures) jako Dorothy Vaughan
- 2017: Gifted jako Roberta Taylor
- 2017: Chata (The Shack) jako Papa / Elouisa
- 2017: Kształt wody (The Shape of Water) jako Zelda Fuller
- 2019: Ma jako Sue Ann
- 2021: Starcie (Encounter) jako Hattie Hayes

Seriale telewizyjne
- 1998: Moesha jako Gloria
- 1998: To Have & to Hold jako Sprzedawczyni
- 1998: Ostry dyżur (E.R) jako Maria Jones
- 1999: Potępieniec (Brimstone) jako pielęgniarka
- 1999: Lekarze z Los Angeles (L.A. Doctors) jako kierowca busa
- 1999: Szpital Dobrej Nadziei (Chicago Hope) jako pielęgniarka Jane
- 1999: Roswell: W kręgu tajemnic (Roswell) jako pielęgniarka
- 1999: Z Archiwum X (The X Files) jako siostra Octavia
- 2000: Chicken Soup for the Soul jako Hannah
- 2000: Ja się zastrzelę (Just Shoot Me! (TV series)) jako pielęgniarka
- 2000: Jak pan może, panie doktorze? (Becker) jako bileterka
- 2000: Zwariowany świat Malcolma (Malcolm in the Middle) jako Kasjerka
- 2000: City of Angels jako siostra Bernice
- 2000–2002: Hallmark Hall of Fame jako Elegancki gość / Hildy / Kelnerka
- 2001: Grounded for Life jako pielęgniarka
- 2001: Dharma i Greg (Dharma & Greg) jako Gloria
- 2001–2002: Kronika nie z tej ziemi (The Chronicle jako Ruby Rydell
- 2001–2002: Tragikomiczne wypadki z życia Titusa (Titus) jako panna Alice Hays
- 2002: Lekarze marzeń (Presidio Med) jako Sheryl Washington
- 2002–2005: Nowojorscy gliniarze (NYPD Blue) jako Dawna Cahill / Eleanor Jackson
- 2004–2005: Port lotniczy LAX (LAX) jako stewardesa
- 2005: CSI: Kryminalne zagadki Nowego Jorku (CSI: NY) jako Opiekunka społeczna
- 2005: Medium jako prawniczka
- 2006: Huff jako Demetria
- 2006: Standoff jako pracownica lotniska
- 2006–2007: The Minor Accomplishments of Jackie Woodman jako Cheryl / Ochroniarz
- 2007: Brzydula Betty (Ugly Betty) jako Constance Grady
- 2007: Halfway Home jako Serenity Johnson
- 2008: Czarodzieje z Waverly Place (Wizards of Waverly Place) jako dr Evilini
- 2008: CSI: Kryminalne zagadki Las Vegas (CSI: Crime Scene Investigation) jako Sherry
- 2008: Teoria wielkiego podrywu (The Big Bang Theory) jako Octavia
- 2008: Faux Baby jako Robyn
- 2009: Najgorszy tydzień (Worst Week) jako pielęgniarka
- 2009: Dollhouse jako profesor Janack
- 2009: Raising the Bar jako Arvina Watkins
- 2010: Siostra Hawthorne (Hawthorne) jako Emily Tomkins
- 2011: The Looney Tunes Show jako Różne głosy (głos)
- 2013: Amerykański tata (American Dad) jako Shonteeva (głos)
- 2013–2015: Mamuśka (Mom) jako Regina
- 2014–2015: Bractwo czerwonej opaski (Red Band Society) jako pielęgniarka Jackson
- 2015: Break a Hip jako doktor Trekman
- 2015: Drunk History jako Harriet Tubman

## Nagrody
- Nagroda Akademii Filmowej Najlepsza aktorka drugoplanowa: 2011 Służące
- Złoty Glob Najlepsza aktorka drugoplanowa: 2011 Służące
- Nagroda Gildii Aktorów Ekranowych Wybitny występ aktorki w roli drugoplanowej: 2011 Służące